# 2024 par pays en Océanie
Cette page présente des informations par pays, mais est généralement incomplète. Pour des informations thématiques et plus complètes sur les événements de l'année 2024 dans la région, voir la page : 2024 en Océanie.
2022 par pays en Océanie - 2023 par pays en Océanie - 2024 par pays en Océanie - 2025 par pays en Océanie - 2026 par pays en Océanie
2022 en Océanie - 2023 en Océanie - 2024 en Océanie - 2025 en Océanie - 2026 en Océanie

## Australie
- x

## Îles Cook
- x

## États fédérés de Micronésie
- x

## Fidji
- 31 octobre : Naiqama Lalabalavu est élu président de la République.

## Guam
- x

## Kiribati
- 14 et 19 août : élections législatives.
- 25 octobre : élection présidentielle.

## Îles Mariannes du Nord
- x

## Îles Marshall
- 2 janvier : élection présidentielle, Hilda Heine est élue.

## Nauru
- 15 janvier : Nauru retire la reconnaissance de Taiwan et établit des relations avec la Chine[1].
- 9 décembre : L'Australie et Nauru signent un traité par lequel l'Australie devient seule partenaire de Nauru en matière de sécurité intérieure (excluant toute possibilité d'un partenariat similaire entre Nauru et la Chine), et fournit à Nauru une aide au développement accrue[2].

## Niue
- 31 août : référendum constitutionnel.

## Nouvelle-Calédonie
- 13 mai : début des émeutes contre une réforme constitutionnelle.

## Nouvelle-Zélande
- 12 mars :  Une expédition scientifique au Bounty Trough au large des côtes de la Nouvelle-Zélande rapporte la découverte de plus d’une centaine de nouvelles espèces des océans[3].

## Palaos
- 5 novembre : élections parlementaires et  élection présidentielle, Surangel Whipps Jr. est réélu.

## Papouasie-Nouvelle-Guinée
- 18 février : Au moins 53 personnes sont tuées lors de combats intertribales dans la province d'Enga[4].
- 24 mai : plus de 300 personnes sont tuées et plus de 3 000 autres sont enterrées après un glissement de terrain survenu dans la province d'Enga[5].

## Île de Pâques
- x

## Polynésie française
- x

## Îles Salomon
- 17 avril : élections législatives.

## Samoa
- 21 au 25 octobre : réunion des chefs de gouvernement du Commonwealth.

## Samoa américaines
- x

## Tokelau
- x

## Tonga
- x

## Tuvalu
- 26 janvier : élections législatives, Feleti Teo, issu de la majorité parlementaire sortante, devient Premier ministre.

## Vanuatu
- 29 mai : référendum constitutionnel, pour voter sur les amendements liés au changement de parti.
- 17 décembre : séisme à Port-Vila.

## Wallis-et-Futuna
- x